# Laktaza
Laktaza (pogosto okrajšano LCT, EC število 3.2.1.23) je encim, ki v tankem črevesu razgradi laktozo - naravno prisotni sladkor v mleku. Normalno laktaza razgradi laktozo tako, da je preprosta za absorbcijo v kri. Mleko, sladoled, jogurt in drugi mlečni izdelki imajo različno količino laktoze, ki vpliva na to, koliko laktaze je pomembno za normalno prebavo. Laktaza, član ß-galaktozidazne družine encimov, je vpletena v hidrolizo disaharida laktoze na monomera galaktozo in glukozo. V ljudeh je laktoza prisotna predvsem na membrani. Laktaza je bistvena za prehrambeno hidrolizo laktoze v mleku. Primanjkljaj encima povzroči laktozno netoleranco. Večina ljudi razvije to stanje v odraslosti.
Laktaza ima temperaturni optimum približno pri 48 °C. Za njeno delovanje je najboljši pH 6,5. Pri ljudeh se gen, ki nosi zapis za laktazo, nahaja na drugem kromosomu.
Nekateri otroci in veliko odraslih ne proizvaja dovolj laktaze, kar povzroči nezmožnost prebave mleka. Ti ljudje so laktozno netolerantni in pogosto trpijo za simptomi kot so krči, vetrovi in driska (diareja). Laktozno netoleranco najlažje ugotovi zdravnik, vendar je zanesljiv tudi domači test, kjer je potrebno popiti osem kozarcev mleka na prazen želodec in zapisati vse želodčne simptome, ki se razvijejo v naslednjih par urah. Naslednji dan je potrebno test ponoviti, tako da poješ nekaj sira. Če simptomi nastanejo po mleku in ne po siru, verjetno gre za laktozno netoleranco. Če se simptomi pojavijo po mleku in siru, je oseba verjetno alergična na mleko. V primeru laktozne netolerance ni dovolj laktaze za prebavo velike količine laktoze, voda ostane v črevesju, kar povzroči napihnjenost in drisko. Bakterijsko vrenje se prenese v debelo črevo. Ta proizvede ogljikov dioksid (CO2), vodik in metan. To vodi do napihnjenosti, krčev in plinov.
Glivična laktaza je encim, proizveden iz kontrolirane fermentacije Aspergillus oryzae, ki ji je sledila sofisticirana obnova encima. Ta ustreza uporabi v farmacevske namene. Glivična laktaza je znana po svoji sposobnosti, da hidrolizira laktozo tudi pri visoki temperaturi in pH-ju. Laktazna kataliza hidrolize laktozne beta-D-galaktozidaze, proizvede en mol D-glukoze in en mol D-galaktoze. Povprečen čas med zaužitjem zdravila in kalitvijo je 4 ure. Po kalitvi lactic acid bacillus postane metabolično aktiven v črevesju, proizvaja mlečno kislino.

## Industrijska uporaba laktaze
Industrijsko proizvedena laktaza je lahko pridobljena iz kvasovk kot so Kluyveromyces fragilis in Kluyveromyces lactis ali iz gliv, kot so Aspergillus niger in Aspergillus oryzae. Primarni namen je uničiti laktozo v mleku in jo narediti primerno za ljudi z laktozno netoleranco. Laktaza se uporablja tudi v proizvodnji sladoledov. Ker sta glukoza in galaktoza bolj sladka kot laktoza, laktaza proizvede boljši okus. Laktoza tudi kristalizira sladoled pri nizkih temperaturah, vendar je pomembno da produkti ostanejo tekoči in bolj fine strukture. Laktaza se uporablja kot pretvorba sirotke v sirup.